# Route européenne 11
Pour les articles homonymes, voir E11 et Route 11.
Ne doit pas être confondu avec la route européenne 011, située en Asie centrale.

La route européenne 11 est une route reliant Vierzon à Béziers.

## Classification
Avant 1997[réf. souhaitée], l'E11 reliait Vierzon à Montpellier.
Il utilise le tracé de l'autoroute l'A71/ l'A75 et utilise le viaduc de Millau qui passe à près de 270 mètres de haut.

## Tracé

### France
La route E11 emprunte les itinéraires suivants :
| (Auto)route | Tracé                               | Villes traversées                                                                                  | Routes européennes croisées              |
| ----------- | ----------------------------------- | -------------------------------------------------------------------------------------------------- | ---------------------------------------- |
| A 71        | Entre Vierzon et Combronde          | Bourges, Montluçon                                                                                 | à Vierzon à Montluçon à Clermont-Ferrand |
| A 71 · A 89 | Entre Combronde et Clermont-Ferrand | Riom                                                                                               | Tronc commun                             |
| A 71        | Clermont-Ferrand                    | |                                          |
| A 75        | Entre Clermont-Ferrand et Béziers   | Issoire, Massiac, Saint-Flour, Saint-Chély-d'Apcher, Marvejols, Millau, Lodève, Clermont-l'Hérault | à Béziers                                |